# Tarnawka (dopływ Stradomki)
Tarnawka – potok, prawy dopływ Stradomki. Ma źródła na wysokości około 520 m n.p.m. w miejscowości Wilkowisko, na północnych zboczach grzbietu łączącego Śnieżnicę ze Świnną Górą i Kostrzą. Grzbietem tym przebiega dział wodny między zlewniami Raby i Dunajca. Tarnawka, w górnym swoim biegu, aż do ujścia Rybskiego Potoku nazywana jest Owsianką, od należącego do Wilkowiska przysiółka Owsiana, gdzie ma swoje źródła. Początkowo spływa w północno-zachodnim kierunku, na wysokości Skrzydlnej zmienia kierunek na północny, później na północno-wschodni. Pomiędzy miejscowościami Szyk i Tarnawa Tarnawka dokonuje przełomu wzniesień Pogórza Wiśnickiego. Jest to tzw. Przełom Tarnawki. W Tarnawie łączy się z Przeginią i od tego miejsca zmienia kierunek znów na północno-zachodni. W miejscowości Grabie, na wysokości 230 m n.p.m. uchodzi do Stradomki.
Tarnawka wypływa z północnych stoków Beskidu Wyspowego, ale większa część jej biegu i bocznych dopływów znajduje się na obszarze Pogórza Wiśnickiego. Głównymi dopływami są: Rybski Potok i Przeginia.
Potok tworzy liczne meandry i piaszczyste łachy, a na niektórych odcinkach podcinając stoki górskie tworzy strome skarpy. Istnieje też kilka starorzeczy i oczek wodnych. Na dolnym odcinku zlewni Tarnawki utworzono obszar ochronny Natura 2000 Tarnawka o powierzchni 140 ha. Obejmuje on Przełom Tarnawki – odcinek o długości ok. 5 km między Szykiem a Tarnawą. Brzegi Tarnawki na tym odcinku podrastają lasy łęgowe, wierzbowe zarośla i ziołorośla, a na należącej do tego obszaru Przeginii, również olsy i kamieniska rzeczne. Na orograficznie prawych zboczach tego przełomu znajdują się oryginalne skalne wychodnie: Diabelski Kamień i Kamień Żółw oraz pozostałości dawnego grodziska.